# Coppa del Mondo di combinata nordica 1988
La Coppa del Mondo di combinata nordica 1988, quinta edizione della manifestazione organizzata dalla Federazione Internazionale Sci, ebbe inizio il 18 dicembre 1987 a Bad Goisern, in Austria, e si concluse il 25 marzo 1988 a Rovaniemi, in Finlandia.
Furono disputate 7 gare in altrettante località, tutte individuali Gundersen: 6 su trampolino normale, 1 su trampolino lungo. Nel corso della stagione si tennero i XV Giochi olimpici invernali di Calgary 1988, non validi ai fini della Coppa del Mondo, il cui calendario contemplò dunque un'interruzione nel mese di febbraio.
L'austriaco Klaus Sulzenbacher si aggiudicò la coppa di cristallo, il trofeo assegnato al vincitore della classifica generale. Non vennero stilate classifiche di specialità; Torbjørn Løkken era il detentore uscente del trofeo.

## Risultati
| Data             | Località         | Nazione   | Trampolino           | Spec.       | Primo               | Secondo            | Terzo               |
| ---------------- | ---------------- | --------- | -------------------- | ----------- | ------------------- | ------------------ | ------------------- |
| 18 dicembre 1987 | Bad Goisern      | Austria   | Kalmberg K90         | IN NH/15 km | Klaus Sulzenbacher  | Torbjørn Løkken    | Knut Leo Abrahamsen |
| 9 gennaio 1988   | Sankt Moritz     | Svizzera  | Olympiaschanze K94   | IN NH/15 km | Torbjørn Løkken     | Klaus Sulzenbacher | Thomas Müller       |
| 16 gennaio 1988  | Le Brassus       | Svizzera  | La Chirurgienne K104 | IN NH/15 km | Trond-Arne Bredesen | Andreas Schaad     | Torbjørn Løkken     |
| 23 gennaio 1988  | Seefeld in Tirol | Austria   | Toni Seelos K90      | IN NH/15 km | Klaus Sulzenbacher  | Hippolyt Kempf     | Andreas Schaad      |
| 12 marzo 1988    | Falun            | Svezia    | Lugnet K89           | IN NH/15 km | Klaus Sulzenbacher  | Vasilij Savin      | Sami Leinonen       |
| 18 marzo 1988    | Oslo             | Norvegia  | Holmenkollen K105    | IN LH/15 km | Torbjørn Løkken     | Klaus Sulzenbacher | Uwe Prenzel         |
| 25 marzo 1988    | Rovaniemi        | Finlandia | Ounasvaara K90       | IN NH/15 km | Klaus Sulzenbacher  | Jukka Ylipulli     | Andrej Dundukov     |

Legenda:

IN = individuale Gundersen

NH = trampolino normale

LH = trampolino lungo

## Classifiche

### Generale
| Pos. | Nome                | Nazione          | Punti |
| ---- | ------------------- | ---------------- | ----- |
| 1    | Klaus Sulzenbacher  | Austria          | 160   |
| 2    | Torbjørn Løkken     | Norvegia         | 116   |
| 3    | Andreas Schaad      | Svizzera         | 80    |
| 4    | Hippolyt Kempf      | Svizzera         | 69    |
| 5    | Trond-Arne Bredesen | Norvegia         | 66    |
| 6    | Thomas Müller       | Germania Ovest   | 53    |
| 7    | Uwe Prenzel         | Germania Est     | 43    |
| 8    | Miroslav Kopal      | Cecoslovacchia   | 41    |
| 9    | Hallstein Bøgseth   | Norvegia         | 36    |
|      | Vasilij Savin       | Unione Sovietica | 36    |

### Nazioni
| Pos. | Nazione          | Punti |
| ---- | ---------------- | ----- |
| 1    | Norvegia         | 319   |
| 2    | Austria          | 213   |
| 3    | Svizzera         | 176   |
| 4    | Germania Ovest   | 166   |
| 5    | Unione Sovietica | 128   |